# 청웨이하오

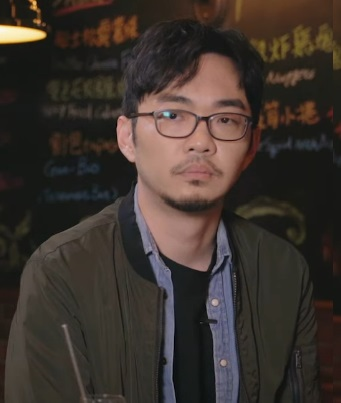

청웨이하오(중국어: 程偉豪, 한자음: 정위호, 1984년 5월 16일 ~ )는 영화 감독, 각본가이다. 가오슝시에서 태어났다.

## 방송
- 정강 경찰서
- 지당괴담

## 영화
- 메리 마이 데드 바디 (2023년)
- 남자가 사랑에 빠졌을 때 (2021년)